# 南寧府
南寧府，明朝时設置的府。

南宁府在广西省的位置（1820年）

本为元朝时设置的南寧路。洪武元年（1368年）為府。領州七，縣三：宣化縣、隆安縣、橫州（領縣一：永淳縣）、新寧州、上思州、歸德州、果化州、忠州、下雷州。
清代為衝，繁，難。左江道治。左江鎮中左右營、南寧城守營駐防總兵官駐。光緒三十二年，提督由龍州移駐。順治初，因明舊。雍正十年，下雷土州改隸鎮安府。光緒十三年，上思州改隸太平府。領州二，縣三，土州三：宣化縣、隆安縣、橫州、永淳縣、新寧州、歸德土州、土忠州、果化土州。

## 延伸阅读
[在维基数据编辑]
 《欽定古今圖書集成·方輿彙編·職方典·南寧府部》，出自陈梦雷《古今圖書集成》